# Oteruelo (La Rioja)
Oteruelo es una localidad despoblada del valle de Ocón, (La Rioja, España). Está situada a algo menos de 2 km de Aldealobos, el municipio habitado más cercano, y a unos 2,3 km de Los Molinos de Ocón, sede actual del Ayuntamiento de Ocón. También suele ser llamada Oteruelo de Ocón.
El pueblo se encuentra deshabitado desde los años 70 del siglo XX.

## Geografía
El valle de Ocón es una de las comarcas de La Rioja Media-Baja con más encanto. Está ubicado al sureste de Logroño, entre la Sierra de la Hez y el valle del Ebro, y comprende ocho poblaciones, entre las que se encuentra la Villa de Ocón, a cuyo municipio pertenece Oteruelo.
El núcleo urbano lo forman unas 35 edificaciones y parcelas calificadas todas ellas como urbanas. Su edificio más importante es la Iglesia de San Lorenzo, construcción de una nave, levantada en mampostería con sillería en estribos y arcos de medio punto soportando las bóvedas, que están completamente derruidas. A los pies tiene lo que queda del coro, y la sacristía en la esquina Noreste. La iglesia fue construida seguramente entre 1590 y 1610 y abovedada sesenta años después. El último tramo de la torre, todavía en pie, fue levantado en ladrillo hacia 1690.
El resto de las edificaciones se encuentran en diferente estado de conservación. Muchas de ellas en ruina parcial o total, aunque algunas casas están mejor preservadas gracias a rehabilitaciones emprendidas hace unos años por sus antiguos propietarios, un par de asociaciones dedicadas al tratamiento de la drogodependencia que estuvieron trabajando en Oteruelo en la década de los 80'.
Estas mismas asociaciones construyeron una canalización de agua y una serie de sifones que abastecían el pueblo. Por ella sigue circulando aún hoy el agua que baja de la sierra. No sucede lo mismo con la antigua fuente, oculta entre matorrales en un pequeño barranco el la parte este de la aldea.
Muchas de las construcciones están levantadas en mampuesto de cantos rodados, algo que no es muy común, pero también se ven muros de ladrillo y otros materiales producto de rehabilitaciones posteriores. En buena parte de las casas se conservan los soportes para la conexión eléctrica que alguna vez tuvo el pueblo. De hecho, junto al camino de acceso, en la parte norte de la aldea, hay una torreta de electricidad en desuso que traía la luz desde Los Molinos, a sólo 700 metros de distancia.

## Cultura

### Monumentos y lugares de interés
- Iglesia de San Lorenzo, actualmente en estado de ruina. Fue construida a finales del siglo XVI por los Alzaga.
- Ermita de Santo Tomás, de la que apenas quedan restos de muros.
- Fuente y pilón.
- Fragua.

### Fiesta de San Lorenzo
Desde 2022, a iniciativa de los jóvenes de la cercana población de Aldealobos, se ha recuperado la celebración de la fiesta del patrón, San Lorenzo, el día 10 de agosto. 
En 2023, dicha celebración contó con carácter oficial, al implicarse el Ayuntamiento de Ocón en su organización, en la que también participaron la asociación cultural San Pedro de Aldealobos, la plataforma de activismo cultural La Zamarra y el festival de poesía Agosto Clandestino, con un recital a cargo del poeta canario Ernesto Suárez y posterior cena popular, con la asistencia entusiasta de más de doscientos vecinos del valle y visitantes.

### Fiesta de Santo Tomás
Recientemente, también se ha recuperado la celebración de Santo Tomás, que tenía lugar el 21 de diciembre y la víspera. La Zamarra y el Ayuntamiento de Ocón promovieron el sábado 23 de diciembre de 2023 un paseo a los restos de la ermita de Santo Tomás y posterior almuerzo popular junto a las encinas centenarias de la aldea de Oteruelo.

## Historia
Los primeros pobladores de estas tierras de los que se tiene noticia fueron los berones, pueblo de origen celtíbero asentado en La Rioja a partir del siglo II a. C.
Un cronista anónimo del siglo XVII cuenta que fue Octavio César Augusto quien fundó la villa de Ocón durante la ocupación romana, dándole el nombre de Octaviola, del cual derivaría el actual nombre de Ocón. Durante el periodo romano el valle de Ocón estaba el área de influencia de la ciudad romana de Calagurris (Calahorra).
Tras el dominio musulmán e inmediatamente después de la reconquista cristiana se menciona por vez primera la Villa de Ocón y su castillo como cabeza de unas tierras. Con la conquista castellana, entre 1076 y 1177 queda englobada en la gobernación de Grañón-Nájera-Calahorra concedida habitualmente por el rey castellano a la casa de los Haro con el título de condes.
En 1173 Alfonso VIII de Castilla concede fuero a Ocón y nace como concejo con su tierra, hasta que en 1379, es donado como señorío por Enrique II de Castilla a Diego López Manrique de Lara, señor de Amusco, Navarrete y Treviño.
En el censo de la corona de Castilla de 1591-94 se menciona Oteruelo como una de las aldeas de la tierra de Ocón, incluida en la provincia de Burgos. Según el censo, aparte de Oteruelo, la tierra de Ocón la componían: la Villa de Ocón, Santa Lucía, Galilea, Corera, El Redal, Pipaona, Los Molinos, Aldealobos, Santillán y Las Ruedas.
En el catastro de Ensenada de 1751, Ocón y su tierra continúan siendo un señorío, cuyo titular es Francisco Ponce de León, duque de Arcos, Maqueda y Nájera, heredero de los Manrique de Lara.
Posteriormente, en el censo de Floridablanca 1787, la “Jurisdicción de Ocón” queda englobada en el partido de Logroño, dentro de la provincia de Burgos y no es hasta 1799 cuando, en la reforma provincial de Miguel Cayetano Soler, se incorpora la parte oriental del partido de Logroño, incluido Ocón y su tierra, a la provincia de Soria.
Los señoríos, entre ellos el de Ocón, quedan abolidos entre 1811 y 1837, volviendo su jurisdicción al Estado. Con la creación definitiva de la provincia de Logroño en 1833, Ocón y su tierra quedará incorporado a ésta y asignado al partido de Arnedo.
Sebastián de Miñano y Bedoya en su Diccionario Geográfico Estadístico de 1828 describía Oteruelo de la siguiente forma:
- LR de España, provincia de Soria, partido de Logroño, tierra de Ocón, 31 vecinos, 155 habitantes, 1 parroquia. Situado a 5 leguas de la cabeza de partido. Cerca de la cuesta del Carrascal; lindando con términos de Aldealobos, Los Molinos y Carbonera (V. Ocón). = =

- Produce granos, legumbres, vino, aceite, ganado lanar y cabrío. Contribuye 339 reales 29 maravedíes. Derechos enajenados, 35 reales, 11 maravedíes = =

Unas décadas después, en 1848, Pascual Madoz describía la aldea generosamente:
- Aldea dependiente de la villa de Ocón con la cual forma ayuntamiento, en la provincia de Logroño, partido judicial de Arnedo. [...] Con buena ventilation y clima sano. Tiene unas 34 casas de mala construcción; hay escuela de primeras letras dotada con 23 fanegas de trigo que pagan por reparto vecinal, a la cual concurren 8 niños y 2 niñas; e iglesia anexa de la parroquia de Ocón, dedicada a San Lorenzo, servida por un beneficiado con el título de cura de ordinario: además existe una ermita de propiedad de la aldea, y cementerio con buena ventilation. Carece de jurisdicción propia; pero los terrenos que le pertenecen son de mediana calidad, fertilizados algunos trozos por las aguas del arroyo mencionado

- Producción: trigo, cebada, avena, patatas, judías, un poco de lino y cáñamo. Hay un telar de lienzos ordinarios

### Abandono
El abandono se dio a mediados de la década de los 70, tras arruinarse la precaria instalación eléctrica de la localidad, dependiente de un tendido de postes de madera que se habían deteriorado con el paso del tiempo sin que sus diezmados habitantes pudieran costear su sustitución por uno nuevo con postes de hormigón. Todo se vio acelerado e impulsado por el éxodo rural.

## Economía
La economía del valle de Ocón ha sido tradicionalmente de autoconsumo. Al estar desconectado de las grandes rutas comerciales, el desarrollo económico no trajo consigo un aumento substancial del nivel de vida, sino el derrumbamiento de las formas tradicionales de subsistencia. Este proceso condujo al éxodo a un gran número de habitantes durante buena parte del siglo XX. Oteruelo finalmente quedó deshabitado a mediados de la década de los años 1970. Posteriormente funcionó como granja escuela de dos asociaciones dedicadas al tratamiento de la drogodependencia, que realizaron algunas mejoras y rehabilitaciones.